# Malawivliegenvanger
De malawivliegenvanger (Batis dimorpha) is een zangvogel uit de familie Platysteiridae (lelvliegenvangers). De vogel werd in 1893 geldig beschreven door de Britse natuuronderzoeker George Ernest Shelley als Pachyprora dimorpha. Lang werd de soort beschouwd als ondersoort van de bruinflankvliegenvanger (B. capensis).

## Kenmerken
De vogel is 12 tot 13 cm lang en lijkt sterk op de bruinflankvliegenvanger, vooral de vrouwtjes zijn lastig van elkaar te onderscheiden. Beide soorten hebben de brede zwarte borstband. Het mannetje van de malawivliegenvanger mist echter het lichtbruin en is wit op de keel, buik en heeft een witte vleugelstreep.

## Verspreiding en leefgebied
Deze soort komt voor in en nabij Malawi en telt twee ondersoorten:
- B. c. sola: noordelijk Malawi en oostelijk Zambia
- B. c dimorpha: centraal en zuidelijk Malawi en noordelijk Mozambique.

De leefgebieden liggen tussen de 1100 en 2500 meter boven zeeniveau in verschillende typen bos en in cultuur gebracht land. 

## Status
De grootte van de populatie is niet gekwantificeerd maar de soort wordt omschreven als doorgaans algemeen. Op de Rode lijst van de IUCN heeft deze soort de status niet bedreigd.